# Avfall från ideologi
Avfall (att avfalla) är ett religiöst eller ideologiskt begrepp som innebär att en person som tidigare varit anhängare av en trosuppfattning/ideologi överger denna, oavsett om man då ansluter sig till en annan trosuppfattning/ideologi eller inte.
Om man överger en religion eller inriktning inom denna och ansluter sig till en annan brukar det mer neutralt kallas att man konverterar.